# 村田勝利
村田 勝利（むらた しょうり、1993年9月4日 - ）は、神奈川県横浜市栄区出身のサッカー選手。ポジションはMF。

## 来歴
桐光学園高等学校サッカー部時代、2年生時にインターハイで全国ベスト4、3年生時に全国高等学校サッカー選手権大会で全国ベスト16を経験している。
その後関東学院大学に進学。在学中にJリーグのクラブに練習参加したものの内定は得られず、卒業後に東京都社会人サッカーリーグのHBO東京に入団。
同年途中にラオス・リーグのラオ・トヨタFCに加入。2017年シーズンにはAFCカッププレーオフ出場とリーグ優勝を経験する。
2018年4月、モンゴル・ナショナルプレミアリーグのアスレティック220FCに移籍。MFFカップのタイトルを獲得したが、自身は左膝の後十字靭帯損傷の怪我を負う。2019年も契約延長して同クラブでプレーした。
2020年はミャンマー・ナショナルリーグのヤンゴン・ユナイテッドFCでプレー。
2021年6月4日、インドネシア・リーガ1のプルシラジャ・バンダ・アチェに加入。